# Liste der Kulturdenkmale im Stadtteil Leipziger Straße
In der Liste der Kulturdenkmale im Stadtteil Leipziger Straße sind alle Kulturdenkmale des zur Stadt Magdeburg gehörenden Stadtteils Leipziger Straße aufgelistet. Grundlage ist das Denkmalverzeichnis des Landes Sachsen-Anhalt, das auf Basis des Denkmalschutzgesetzes vom 21. Oktober 1991 erstellt und seither laufend ergänzt wurde (Stand 31. Dezember 2024). 

## Denkmale im Stadtteil Leipziger Straße
| Lage | Bezeichnung                                         | Beschreibung | Erfassungs- nummer | Ausweisungsart               | Bild                                         |
| --- | --------------------------------------------------- | --- | ------------------ | ---------------------------- | -------------------------------------------- |
| Ackerstraße 1 (Karte) | Wohnhaus Ackerstraße 1                              | viergeschossiges Wohnhaus aus der Zeit um 1900 im Stil des Eklektizismus | 094 82203          | Baudenkmal                   | Wohnhaus Ackerstraße 1                       |
| Am Fuchsberg 5 (Karte) | Wohnhaus Am Fuchsberg 5                             | Wohnhaus dreieinhalbgeschossiger repräsentativer Bau im Stil des Neobarocks | 094 82655          | Baudenkmal                   | Weitere Bilder                               |
| Carl-Miller-Straße (Karte) | Uferbefestigung                                     | Uferbefestigung entlang der Klinke | 094 77047          | Baudenkmal                   | Uferbefestigung                              |
| Dodendorfer Straße 2, 4, 6, 8, 10, 12, 14, 16, 18, 20, Helmholtzstraße 40, 42, Kutzstraße 1, 3, 17, Raiffeisenstraße 9–11 (Karte) | Häusergruppe                                        | Block von Mietshäusern vom Anfang des 20. Jahrhunderts, zum Teil im Jugendstil gestaltet | 094 76752          | Denkmalbereich               | Häusergruppe                                 |
| Dodendorfer Straße 65 (Karte) | Technikmuseum Magdeburg                             | Werkhalle des ehemaligen Hüttenwerks bzw. der Panzergießerei des früheren Grusonwerks; 1871–1888 in mehreren Abschnitten erbaut; erhalten ist die Brückenkrananlage aus der Bauzeit, mit der ein Knick im Grundriss überwunden wurde. Ausgelegt war die Giesserei für Gussstücke bis zu 125 Tonnen, vor allem Platten für die Befestigung von Landbauwerken. Später beherbergte die Anlage ein Werk des SKET. | 094 70974          | Baudenkmal                   | Weitere Bilder                               |
| Emanuel-Larisch-Weg 21 (Karte) | Haus der Wachtturm-, Bibel- und Traktatgesellschaft | ehemaliges Wohn- und Wirtschaftsgebäude der Wachtturm-Gesellschaft, einer Einrichtung der Zeugen Jehovas; erbaut 1930 nach Entwurf des Architekten Johannes Boye im Stil des Neuen Bauens; nach dem Zweiten Weltkrieg wurde das Gebäude als Krankenhaus genutzt. (Im Denkmalverzeichnis ist die Adresse veraltet noch mit Emanuel-Larisch-Weg 17 angegeben.) | 094 70021          | Baudenkmal                   | Weitere Bilder                               |
| Erich-Weinert-Straße 15, 17 (Karte)                                                                                               | Wohnhaus                                            | 1929 als großzügiges Doppelwohnhaus errichtet nach Entwurf des Architekturbüros Baumann & Runge; an der Straßenfront ist das Erdgeschoss markant mit einem Fensterband kleinteilig gegliedert, die Obergeschosse sind schmucklos mit breiten Fenstern in liegendem Format. Das Haus mit der Nummer 15 ist das ehemalige Haus Baumann, das Haus mit der Nummer 17 das Haus Busch. | 094 16792          | Baudenkmal                   | Wohnhaus                                     |
| Erich-Weinert-Straße 19 (Karte)                                                                                                   | Haus Mauersberger                                   | erbaut 1929 nach einem Entwurf des Schönebecker Architekten Waldemar Krause für den Kaufmann Reinhold Mauersberger; villenartiges Wohnhaus als dreigeschossiger kubischer Putzbau mit Flachdach mit bugartig vortretendem halbkreisförmigen Seitentrakt | 094 16793          | Baudenkmal                   | Haus Mauersberger                            |
| Fermersleber Weg 46 (Karte) | Israelitischer Friedhof                             | Der jüdische Friedhof wurde 1816 angelegt, die Feierhalle 1864 errichtet. | 094 06157          | Baudenkmal                   | Weitere Bilder                               |
| Freie Straße 2, 3, 5 (Karte) | Fabrik Freie Straße 2, 3, 5                         | Fabrik | 094 80265          | Baudenkmal                   | Weitere Bilder                               |
| Freie Straße 7 (Karte) | Villa Freie Straße 7                                | Villa 1894 im Stil des Neomanierismus errichtete zweieinhalbgeschossige Villa | 094 80264          | Baudenkmal                   | Villa Freie Straße 7                         |
| Grusonstraße 7b (Karte) | Wohnhaus Grusonstraße 7b                            | Wohnhaus fünfeinhalbgeschossiges Gebäude aus dem Jahr 1890 im Stil des Neobarocks | 094 70467          | Baudenkmal                   | Wohnhaus Grusonstraße 7b                     |
| Grusonstraße 8a (Karte) | Villa Blanke                                        | Villa | 094 70456          | Baudenkmal                   | BW                                           |
| Halberstädter Straße 3, Leipziger Straße 70 (Karte)                                                                               | Wohn- und Geschäftshaus                             | erbaut 1911 von Baugeschäft Julius Kohtz als Eckhaus, beide Seitenfassaden beherrscht von zwei mittigen Kastenerkern mit Schweifgiebeln, segmentbogig vorgewölbtes Fassadenmittelteil | 094 82791          | Baudenkmal                   | Wohn- und Geschäftshaus                      |
| Hellestraße 2, 2a (Karte) | Wohnhaus                                            | erbaut 1904 von Eduard Wendt für den Töpfermeister Franz Weihmann; eklektizistische Fassadengestaltung mit Jugendstil-Motiven, mehrere kastenförmige und polygonale Erker und Risalite | 094 82723          | Baudenkmal                   | Wohnhaus                                     |
| Hellestraße 4 (Karte) | Wohnhaus                                            | Wohnhaus erbaut 1903 von Eduard Wendt für Töpfermeister Franz Weihmann; über dem mittig gelegenen Eingang ein dreistöckiger Kastenerker mit seitlich angrenzenden Balkonen | 094 82725          | Baudenkmal                   | Wohnhaus                                     |
| Helmholtzstraße 4 (Karte) | Gemeindezentrum St. Michael                         | Gemeindehaus evangelisches Gemeindezentrum im Stil des Neuen Bauens aus dem Jahr 1929 | 094 70018          | Baudenkmal                   | Gemeindezentrum St. Michael                  |
| Helmholtzstraße 8 (Karte) | Villa Helmholtzstraße 8                             | Villa ein- bis zweigeschossige als Rayonhaus im Fachwerkbauweise errichtete Fabrikantenvilla aus den Jahren 1889/1890 | 094 06352          | Baudenkmal                   | Villa Helmholtzstraße 8                      |
| Helmholtzstraße 10, Weberstraße 1 (Karte)                                                                                         | Wohnhaus Helmholtzstraße 10, Weberstraße 1          | Wohnhaus dreigeschossiges repräsentatives Eckgebäude aus dem Jahr 1905 | 094 18267          | Baudenkmal                   | Wohnhaus Helmholtzstraße 10, Weberstraße 1   |
| Helmholtzstraße 18 (Karte) | Wohnhaus Helmholtzstraße 18                         | Wohnhaus dreigeschossiger Eckbau mit markantem Runderker aus dem Jahr 1908 | 094 18266          | Baudenkmal                   | Wohnhaus Helmholtzstraße 18                  |
| Humboldtstraße 1 (Karte) | Villa                                               | Villa erbaut 1900 nach Entwurf des Architekten Otto Brandt für den Großhändler Gustav Krull; Putzbau in gotisierendem Stil mit Jugendstil-Elementen, Obergeschosse zum Teil mit dekorativem Fachwerk, lebhaft gegliederte Dachgestaltung | 094 06355          | Baudenkmal                   | Villa                                        |
| Humboldtstraße 2 (Karte) | Villa                                               | erbaut 1904 durch Maurermeister Johann Friedrich Meyer; Jugendstilfassade mit segmentbogenförmigem Erker, dieser mit hölzerner Balkonüberdachung, Villentyp des „Miniaturschlosses“ | 094 16800          | Baudenkmal                   | Villa                                        |
| Humboldtstraße 3 (Karte) | Villa                                               | erbaut 1900 vom Architekten und Maurermeister Christian Andreas Schmidt für den Kaufmann Albert Ballewsky; Putzbau mit Fachwerk-Dachgeschoss und hohem Ziegelsockel, historisierender Dekor | 094 16801          | Baudenkmal                   | Villa                                        |
| Humboldtstraße 4 (Karte) | Villa                                               | erbaut 1907 für Regierungsforstrat Bernhard Ehrig nach Entwurf des Architekten Reinhold Radisch; barockisierender Jugendstil, zweiachsige Straßenfassade mit risalitartig vorgezogener Loggia, rechts geschweifter Giebel | 094 16802          | Baudenkmal                   | Villa                                        |
| Humboldtstraße 6 (Karte) | Villa                                               | 1926 im Stil der Stuttgarter Schule nach Entwurf des Architekten Max Schneider für Dr. Walther Kuhlenkampff erbaut; schlichter zweigeschossiger Klinkerbau mit Walmdach, Eingangsbereich als Altan gestaltet | 094 16803          | Baudenkmal                   | Villa                                        |
| Humboldtstraße 7 (Karte) | Villa                                               | Villa errichtet 1927 nach Plänen der Architekten Runge & Baumann im Stil des Neuen Bauens für Franz Wilde; sehr markanter zwei- bis dreigeschossiger Klinkerbau mit Flachdächern | 094 16804          | Baudenkmal                   | Villa                                        |
| Humboldtstraße 9a (Karte) | Wohnhaus                                            | |                    | Baudenkmal                   | Wohnhaus                                     |
| Humboldtstraße 9d (Karte) | Wohnhaus                                            | erbaut um 1931 im Stil des Neuen Bauens; zweigeschossiger kubisch-schlichter Klinkerbau mit auskragendem Flachdach und markanten, die Gebäudeecken umfassenden Fenstern im Erdgeschoss; die Fassade ist symmetrisch angelegt, die Fenster sind im Erdgeschoss quadratisch, im ersten Geschoss länglich ausgestaltet. Auf der Rückseite befindet sich ein Wintergarten. | 094 16805          | Baudenkmal                   | Wohnhaus                                     |
| Humboldtstraße 11 (Karte) | Villa                                               | 1901 nach Plänen der Berliner Architekten Hermann Solf und Franz Wichards für den Unternehmer Rudolf Wolf jun. unter Bauleitung von C. A. Schmidt errichtet; stilistische Mischung aus Neorenaissance und Neobarock mit unterschiedlichen Fensterformen und -formaten (Doppel- und Drillingsfenster mit eingestellten Säulchen, Rundbogenfenster) | 094 70080          | Baudenkmal                   | Villa                                        |
| Humboldtstraße 12 (Karte) | Villa                                               | 1900 vom Architekten Fritz Folgenschläger für den Ölfabrikanten Wilhelm Paul erbaut; Kombination der Baumaterialien Ziegel, Putz und Fachwerk, steile Dachflächen | 094 16807          | Baudenkmal                   | Villa                                        |
| Humboldtstraße 13 (Karte) | Villa                                               | erbaut 1910 vom Bauunternehmer C. Ganzlin für den Kaufmann Albert Strumpf; zur Straße ein markanter Risalit mit großem Dreiecksgiebel und segmentbogenförmig ausschwingendem Altanerker | 094 16808          | Baudenkmal                   | Villa                                        |
| Humboldtstraße 14 (Karte) | Villa Wendel                                        | Villa erbaut 1912 nach Entwurf des Architekten Albin Müller für den Mediziner Prof. Dr. Walter Wendel; die neoklassizistischen Fassaden sind individuell gestaltet, das steile Pyramidendach ist ungewöhnlich. Der zweigeschossige Bau hat einen quadratischen Grundriss. Auf Grund der Bauart ist die Villa architekturgeschichtlich von überregionaler Bedeutung. | 094 82730          | Baudenkmal                   | Villa Wendel                                 |
| Humboldtstraße 16 (Karte) | Villa                                               | Villa erbaut 1903 nach Entwurf von F. Boese für den Unternehmer O. Arnold; zweigeschossiger Putzbau mit auf annähernd dreieckigem Grundriss, Souterrain, Krüppelwalmdach und ausgebautem Dachgeschoss; eklektizistische Fassadengliederung mit Stilelementen der Neorenaissance, vielgestaltige Erker in dreieckiger, polygonaler und halbrunder Form | 094 16809          | Baudenkmal                   | Villa                                        |
| Jean-Burger-Straße 2 (Karte) | Villa                                               | errichtet 1912 nach Entwürfen des Berliner Architekten Paul Mebes für den Ölmühlenbesitzer Botho Farenholtz; zweigeschossiger Putzbau mit halbrundem Erker und steilem Walmdach, Fassade mit neoklassizistischen Elementen und dezenten Jugendstil-Elementen |                    | Baudenkmal                   | Villa                                        |
| Jean-Burger-Straße 8 (Karte) | Villa                                               | Villa erbaut um 1920 im Stil der Reformarchitektur und des Neoklassizismus, Mittelachse der Straßenfassade durch Rundbogenportal und kleinen Altan betont | 094 70953          | Baudenkmal                   | Villa                                        |
| Jean-Burger-Straße 14, 15 (Karte)                                                                                                 | Wohnhaus                                            | Wohnhaus 1901/02 errichtet für den Bautechniker Georg Eilmann; zweigeschossiges Doppelhaus mit hohem Souterrain und zwei polygonalen Erkern, links ein-, rechts zweigeschossig, darüber zwei Dacherker mit geschweiften Giebeln, Fassade in einer Mischform aus Neobarock und Jugendstil | 094 16087          | Baudenkmal                   | Wohnhaus                                     |
| Jean-Burger-Straße 18 (Karte) | Hausstein Zum Lindwurm                              | Hausstein Hausstein des ehemalig am Breiten Weg befindlichen Hauses Zum Lindwurm, 2024 als Denkmal ausgewiesen | 094 18987          | Kleindenkmal                 | Hausstein Zum Lindwurm                       |
| Klewitzstraße 3, 4 (Karte) | Wohnhaus                                            | Wohnhaus 1908 erbaut durch das Baugeschäft Georg Eilmann zur Eigennutzung; lebhaft gegliederte Fassade mit zahlreichen unterschiedlich gestalteten Balkonen und Erkern, zwei turmartige Risalite an den beiden Seiten | 094 82733          | Baudenkmal                   | Wohnhaus                                     |
| Klewitzstraße 7, 8 (Karte) | Wohnhaus                                            | Wohnhaus erbaut 1903 von Wilhelm Evers; Doppelhaus mit Fassaden aus Risaliten und turmartiger Eckbetonung mit polygonalem Altan, Risalitgiebel mit Zierfachwerk | 094 82734          | Baudenkmal                   | Wohnhaus                                     |
| Klewitzstraße 11 (Karte) | Wohnhaus                                            | Wohnhaus | 094 82735          | Baudenkmal                   | BW                                           |
| Leipziger Straße 6 (Karte) | Wohnhaus                                            | Wohnhaus 1893 erbaut | 094 17456          | Baudenkmal                   | BW                                           |
| Leipziger Straße 7 (Karte) | Villa                                               | Villa 1884 im Schweizerhaus-Stil erbaut; in der Mitte der Fassade ein Risalit mit aufwändigem Dreiecksgiebel | 094 17067          | Baudenkmal                   | Villa                                        |
| Leipziger Straße 8 (Karte) | Villa                                               | Villa | 094 17068          | Baudenkmal                   | BW                                           |
| Leipziger Straße 9 (Karte) | Wohnhaus Leipziger Straße 9                         | Wohnhaus dreigeschossiges Fachwerkgebäude aus dem Jahr 1887, sogenanntes Rayonhaus | 094 76840          | Baudenkmal                   | Wohnhaus Leipziger Straße 9                  |
| Leipziger Straße 10 (Karte) | Wohnhaus Leipziger Straße 10                        | Wohnhaus viergeschossiges Gebäude in Formen des Jugendstils aus dem Jahr 1903 | 094 06233          | Baudenkmal                   | Wohnhaus Leipziger Straße 10                 |
| Leipziger Straße 11, 12 (Karte)                                                                                                   | Gedenktafel                                         | Die Gedenktafel wurde für Eduard Sõrmus von Dieter Borchhardt erstellt, sie ist derzeit eingelagert. Die Gedenktafel wurde im Jahr 1975 am Kristallpalast angebracht. Es ist eine gegossene Reliefplatte aus Bronze mit einem Halbrelief und der Inschrift: „ZUR ERINNERUNG AN/EDUARD SOERMUS/DEN «ROTEN GEIGER»/DER AM 1.5.1923 BEI EINEM/SOLIDARITÄTSKONZERT/FÜR NOTLEIDENDE KINDER/VERHAFTET WURDE“. Am 1. Mai 1923 fand ein Konzert der KPD statt, dabei wurde Sõrmus vorübergehend verhaftet. Dabei wurde seine Geiger zerstört. | 094 82739          | Baudenkmal                   | BW                                           |
| Leipziger Straße 13 (Karte) | Wohnhaus Leipziger Straße 13                        | dreieinhalbgeschossiges Fachwerkhaus aus der Zeit um 1885 | 094 17069          | Baudenkmal                   | Weitere Bilder                               |
| Leipziger Straße 17 (Karte) | Wohnhaus                                            | Wohnhaus | 094 76838          | Baudenkmal                   | BW                                           |
| Leipziger Straße 20 (Karte) | Wohnhaus                                            | Wohnhaus | 094 17070          | Baudenkmal                   | BW                                           |
| Leipziger Straße 27 (Karte) | Wohnhaus Leipziger Straße 27                        | Wohnhaus fünfeinhalbgeschossiges Wohnhaus von 1888 im Stil der Neorenaissance | 094 17978          | Baudenkmal                   | Wohnhaus Leipziger Straße 27                 |
| Leipziger Straße 28 (Karte) | Wohnhaus Leipziger Straße 28                        | fünfgeschossiges Wohnhaus im Stil der Neorenaissance von 1889 | 094 17979          | Baudenkmal                   | Wohnhaus Leipziger Straße 28                 |
| Leipziger Straße 28a (Karte) | Wohn- und Geschäftshaus Leipziger Straße 28a        | viereinhalbgeschossiges Wohn- und Geschäftshaus von 1889 im Stil der Neorenaissance | 094 76839          | Baudenkmal                   | Wohn- und Geschäftshaus Leipziger Straße 28a |
| Leipziger Straße 29 (Karte) | Wohnhaus Leipziger Straße 29                        | fünfgeschossiges Wohnhaus von 1903 mit Elementen des Jugendstils | 094 17980          | Baudenkmal                   | Wohnhaus Leipziger Straße 29                 |
| Leipziger Straße 43 (Karte) | Wohnpark Leipziger Straße                           | Altenheim im Stil des Expressionismus mit Elementen des Heimatstils | 094 16812          | Baudenkmal                   | Wohnpark Leipziger Straße                    |
| Leipziger Straße 44 | Universitätsklinikum Magdeburg                      | Krankenhaus | 094 17448          | Baudenkmal                   |                                              |
| Leipziger Straße 44, auf dem Gelände des Universitätsklinikums                                                                    | Nervenklinik, Zentrum für Nervenheilkunde, Haus 1   | Krankenhaus | 094 17448 001      | Teilobjekt eines Baudenkmals |                                              |
| Leipziger Straße 44, auf dem Gelände des Universitätsklinikums                                                                    | Haus 3 und Haus 3a, Zentrum für Innere Medizin      | Krankenhaus | 094 17448 002      | Teilobjekt eines Baudenkmals |                                              |
| Leipziger Straße 44, auf dem Gelände des Universitätsklinikums                                                                    | Haus 20, Pharmakologie                              | Villa | 094 17448 003      | Teilobjekt eines Baudenkmals |                                              |
| Leipziger Straße 44, auf dem Gelände des Universitätsklinikums                                                                    | Pathologisches Institut, Haus 28                    | Institutsgebäude | 094 17448 009      | Teilobjekt eines Baudenkmals |                                              |
| Leipziger Straße 44 (Karte) | Gebäude 10                                          | Krankenhaus Chirurgische Klinik, Gebäude 10 | 094 06376          | Baudenkmal                   | Gebäude 10                                   |
| Leipziger Straße 44 (Karte) | Müllersches Siechenhospital                         | Krankenhaus, Gebäude 14 | 094 76864          | Baudenkmal                   | Müllersches Siechenhospital                  |
| Leipziger Straße 46 (Karte) | Grundschule Leipziger Straße                        | Schule | 094 16811          | Baudenkmal                   | Grundschule Leipziger Straße                 |
| Bierer Weg 5, Flur 438, Flurstück 10142 (Karte)                                                                                   | Schuldienerhaus                                     | 1903 errichtetes Wohnhaus des Schuldieners der benachbarten Schule; 2017 als Denkmal ausgewiesen | 094 16811 001      | Teilobjekt eines Baudenkmals | Schuldienerhaus                              |
| Leipziger Straße 47 (Karte) | Südfriedhof                                         | Friedhof | 094 76841          | Baudenkmal                   | Südfriedhof                                  |
| Leipziger Straße 47 (Karte) | Feierhalle                                          | Friedhofskapelle | 094 82228          | Baudenkmal                   | Feierhalle                                   |
| Leipziger Straße 49 (Karte) | Wohnhaus                                            | Wohnhaus | 094 16337          | Baudenkmal                   | BW                                           |
| Leipziger Straße 50 (Karte) | Wohnhaus                                            | Wohnhaus | 094 17072          | Baudenkmal                   | BW                                           |
| Leipziger Straße 50b (Karte) | Wohnhaus                                            | Wohnhaus | 094 17074          | Baudenkmal                   | BW                                           |
| Leipziger Straße 51 (Karte) | Wohnhaus                                            | Wohnhaus | 094 17075          | Baudenkmal                   | BW                                           |
| Leipziger Straße 51a (Karte) | Wohnhaus                                            | Wohnhaus | 094 76732          | Baudenkmal                   | BW                                           |
| Leipziger Straße 55 (Karte) | Wohnhaus                                            | 1880 als zweigeschossiges Fachwerkhaus errichtetes Rayonhaus | 094 82743          | Baudenkmal                   | Wohnhaus                                     |
| Leipziger Straße 60 (Karte) | Wohn- und Geschäftshaus                             | Wohn- und Geschäftshaus | 094 71025          | Baudenkmal                   | BW                                           |
| Leipziger Straße 63 (Karte) | Wohn- und Geschäftshaus                             | erbaut 1903 für Töpfermeister Franz Weihmann von Eduard Wendt (siehe auch Hellestraße 2 und 4), Eckhaus im Jugendstil, an der Straßenkreuzung deutlich abgeschrägt und mit vierstöckigem Kastenerker betont, zwei weitere Kastenerker an den Flankenfassaden | 094 82745          | Baudenkmal                   | Wohn- und Geschäftshaus                      |
| Lennéstraße 1 (Karte) | Villa                                               | erbaut 1900 durch den Maurerbetrieb Gebr. Deumeland für den Magdeburger Stadtbaurat Otto Peters, Fassaden in gotisierendem Jugendstil, Fachwerkgiebel und Fachwerkfriese, polygonaler Erker | 094 16816          | Baudenkmal                   | Villa                                        |
| Lennéstraße 2 (Karte) | Villa                                               | erbaut 1904 für Rechtsanwalt und Notar Hans Leist; Ausführung und Entwurf durch die Magdeburger Bau- und Creditbank, Vorderfront mit flachem Risalit mit hohem Dacherker und geschwungenem Giebel sowie kleinem polygonaler Erker, diverse Fensterformen und -formate, Stuckwerk mit floralen Jugendstilmotiven | 094 16817          | Baudenkmal                   | Villa                                        |
| Lennéstraße 3, 3a (Karte) | Wohnhaus                                            | erbaut Mitte der 1920er Jahre nach Entwurf von Architekt Paul Schaeffer-Heyrothsberge; breitgelagerter Putzbau mit hohem Walmdach, Fassade mit plastischer Wirkung durch Kastenkerker und auffälligen Erkerfenster, breites Zwerchhaus mit expressionistisch geprägtem Dreiecksgiebel | 094 18231          | Baudenkmal                   | Wohnhaus                                     |
| Lennéstraße 4 (Karte) | Villa                                               | erbaut 1902/03 für den Major Carl Kux nach Entwurf von Architekt Otto Brandt; asymmetrisch gestaltete Villa, Fassaden im Stil des späten Historismus kombiniert mit Jugendstildekor, breiter straßenseitiger Risalit, davor ein Erker mit Balkon, darüber Fachwerkgiebel | 094 82750          | Baudenkmal                   | Villa                                        |
| Lennéstraße 5 (Karte) | Villa                                               | 1900 von Baugeschäft F. R. Denecke für den Rentier G. Ziegler, unregelmäßige sechs- und siebenachsigen Straßenfassade, Mittelrisalit mit historisierendem geschweiftem Giebel | 094 82751          | Baudenkmal                   | Villa                                        |
| Lennéstraße 7 (Karte) | Wohnhaus                                            | viergeschossiger Putzbau mit Mansarddächern, Entwurf 1908 von Architekt und Maurer- und Zimmermeister Otto Schlieder, an der Ostseite risalitartige Hervorhebungen, Erker und ausgedehnte Balkone, Fassadenornamentik im barockisierenden Jugendstil | 094 82752          | Baudenkmal                   | Wohnhaus                                     |
| Lennéstraße 11 (Karte) | Villa                                               | erbaut 1902 vom Baumeister Wilhelm Hahn für die Bankiersfamilie von Bergen; an der Ostfassade Balkonerker und Freitreppe, drüber ein geschweifter Giebel, die Nordfassade mit wuchtigem zweiachsigem Risalit, ebenfalls mit Schweifgiebel | 094 16819          | Baudenkmal                   | Villa                                        |
| Marienstraße 20 (Karte) | Fabrik                                              | westlich der Bahnlinie Halle-Magdeburg in Höhe Ortsteils Buckau gelegen; ehemaliges Krupp-Grusonwerk (SKET-Altwerk); Auf dem Fabrikgelände, allerdings bereits zu Buckau gehörend, stand bis zum 28. Oktober 2009 der 108 Meter hohe Schornstein „Langer Heinrich“. | 094 70306          | Baudenkmal                   | BW                                           |
| Platz des 17. Juni (Karte) | Eike-von-Repkow-Denkmal                             | Denkmal Das Denkmal für Eike von Repgow wurde im Jahre 1937 von Hans Grimm erstellt. Die Skulptur zeigt einen sitzenden Mann in doppelter Lebensgröße. Die Hände sind nach vorne gerichtet, vor dem Bauch befindet sich ein Schwert. Die Skulptur aus Aluminium steht auf einen Kalkstein-Sockel. Hier befinden sich Reliefs von Personen, die die Eigenschaften, Treue, Arbeit, Pflicht, Wahrhaftigkeit, Ehre und Recht darstellen.                                                                                                  | 094 70959          | Baudenkmal                   | Weitere Bilder                               |
| Sudenburger Straße 3 (Karte) | Wohnhaus                                            | Wohnhaus ab 1888 erbautes fünfgeschossiges, historistisches Haus mit flachem Dach | 094 70463          | Baudenkmal                   | Wohnhaus                                     |
| Sudenburger Straße 23 (Karte) | Wohnhaus                                            | 1887 erbautes fünfgeschossiges Haus mit flachem Dach; an der mittleren Ecke befindet sich ein Runderker über alle oberen Geschosse. | 094 70464          | Baudenkmal                   | Wohnhaus                                     |
| Sudenburger Straße 24 (Karte) | Wohnhaus                                            | 1887 erbautes fünfgeschossiger Ziegelbau im Stil der Neorenaissance; die Fassade im Erdgeschoss ist durch Putzbänder gegliedert, im ersten Obergeschoss befinden sich über den Fenstern Dreiecksgiebel, im zweiten Obergeschoss überfangen Rundgiebel die Fenster. | 094 70465          | Baudenkmal                   | Wohnhaus                                     |
| Weberstraße 2–12, 14, 16, 18, 20, 22 (Karte)                                                                                      | Straßenzug                                          | Der Straßenzug aus dem Anfang des 20. Jahrhunderts mit Stilelementen des späten Jugendstils ist geschlossen erhalten geblieben. Er besteht aus drei- und viergeschossigen Häusern, teils mit Mansarddach, teils mit Satteldach. | 094 18272          | Denkmalbereich               | BW                                           |
| Weberstraße 2, 4 (Karte) | Wohnhaus                                            | Wohnhaus | 094 76973          | Baudenkmal                   | BW                                           |
| Weberstraße 5 (Karte) | Wohnhaus                                            | Das Wohnhaus ist seitlich dreigeschossig, in den mittleren fünf von elf Achsen viergeschossig. Die Fassade ist schlicht gehalten, der Eingang befindet sich asymmetrisch in der fünften Achse von links. Hier zeigt die Gestaltung Motive des Jugendstils. Über der mittleren Achse befindet sich ein Bogengiebel. | 094 76979          | Baudenkmal                   | BW                                           |
| Weberstraße 8 (Karte) | Wohnhaus                                            | 1908 erbautes dreigeschossiges Haus mit steilem Dach; über dem Erdgeschoss verläuft ein Dachband, das die Geschosse trennt. In der rechten Hälfte der oberen Geschosse befindet sich ein Runderker, darüber ein Dacherker. | 094 76980          | Baudenkmal                   | BW                                           |
| Weberstraße 12 (Karte) | Wohnhaus                                            | 1909 erbautes dreigeschossiges Wohnhaus; die Fassade ist fast symmetrisch, in der Mitte erstreckt sich ein Runderker über die oberen zwei Geschosse. Über dem Runderker befindet sich ein Dacherker, der breiter als der Runderker ist. Der Dacherker wird abgeschlossen von einem Dreiecksgiebel im Stil eines Mansarddaches. Die Fassade zeigt dekorative Elemente im Jugendstil. | 094 76981          | Baudenkmal                   | BW                                           |
| Weberstraße 14 (Karte) | Wohnhaus                                            | 1909 erbautes Wohnhaus | 094 76982          | Baudenkmal                   | BW                                           |
| Weberstraße 16 (Karte) | Wohnhaus                                            | | 094 71402          | Baudenkmal                   | BW                                           |
| Weberstraße 18 (Karte) | Wohnhaus                                            | | 094 71403          | Baudenkmal                   | BW                                           |

## Ehemalige Denkmale
Die nachfolgenden Objekte waren ursprünglich ebenfalls denkmalgeschützt oder wurden in der Literatur als Kulturdenkmale geführt. Die Denkmale bestehen heute jedoch nicht mehr, ihre Unterschutzstellung wurde aufgehoben oder sie werden nicht mehr als Denkmale betrachtet.
| Lage                                                                                      | Bezeichnung                    | Beschreibung | Erfassungs- nummer | Ausweisungsart               | Bild                           |
| ----------------------------------------------------------------------------------------- | ------------------------------ | --- | ------------------ | ---------------------------- | ------------------------------ |
| Ackerstraße 7 (Karte)                                                                     | Gartenhaus Ackerstraße 7       | als Fachwerk-Wohnhaus eines Bauernhofs errichtet, 1810 umgebaut, 1961 noch als Baudenkmal bezeichnet |                    | Baudenkmal                   | BW                             |
| Helmholtzstraße 40, 42 (Karte)                                                            | Wohnhaus                       | Wohnhaus, zeitweise als Einzeldenkmal geführt, zumindest seit 2020 kein Einzeldenkmal mehr, aber weiterhin Teil des Denkmalbereichs.                                                                                               | 094 76883          | Baudenkmal                   | Wohnhaus                       |
| Klewitzstraße 1, 2 (Karte)                                                                | Wohnhaus                       | Wohnhaus wird zumindest seit 2009 nicht mehr als Denkmal geführt | 094 82732          | Baudenkmal                   | BW                             |
| Leipziger Straße 11 (Karte)                                                               | Kristall-Palast                | Saalbau Veranstaltungsgebäude, nach jahrzehntelangem Leerstand und in ruinösem Zustand 2023 aus dem Denkmalverzeichnis gestrichen.                                                                                                 | 094 06153          | Baudenkmal                   | Weitere Bilder                 |
| Leipziger Straße 30 (Karte)                                                               | Wohnhaus                       | Wohnhaus das Gebäude wurde nach einer erteilten Genehmigung abgerissen und im Jahr 2015 aus dem Denkmalverzeichnis ausgetragen. |                    | Baudenkmal                   | BW                             |
| Leipziger Straße 32; Flur 438, Flurstück 902/144 (Karte)                                  | Wohnhaus                       | Wohnhaus, wird zumindest seit 2015 nicht mehr als Denkmal geführt | 094 17982          | Baudenkmal                   | BW                             |
| Leipziger Straße 44 (Karte)                                                               | Akademiegebäude                | Akademiegebäude, wird zumindest seit 2009 nicht mehr als Denkmal geführt | 094 16813          | Baudenkmal                   | BW                             |
| Leipziger Straße 44 (Karte)                                                               | Universitätsklinikum Magdeburg | Krankenhaus, ehemalige Hautklinik, nach einem genehmigten Abriss im Jahr 2018 erfolgte die Löschung dieses Denkmals aus dem Denkmalverzeichnis. Andere Gebäude des Universitätsklinikums stehen jedoch weiter unter Denkmalschutz. | 094 17448          | Baudenkmal                   | Universitätsklinikum Magdeburg |
| Leipziger Straße 44, Flur 438, Flurstück 10183, auf dem Gelände des Universitätsklinikums | Krankenhaus                    | Krankenhaus | 094 17448 008      | Teilobjekt eines Baudenkmals |                                |
| Leipziger Straße 53, Flur 438, Flurstück 277/148 (Karte)                                  | Haus Derr                      | Als Fachwerkhaus errichtetes Rayonhaus aus dem Jahr 1879, aufgrund einer Sicherungsverfügung der Bauaufsicht wurde das Gebäude im Dezember 2016 abgerissen und im Jahr 2017 aus dem Denkmalverzeichnis ausgetragen.                | 094 82742          | Baudenkmal                   | Haus Derr                      |
| Marienstraße (Karte)                                                                      | Langer Heinrich                | Schornstein, wurde im Jahr 2009 gesprengt |                    | Baudenkmal                   | Langer Heinrich                |
| Marienstraße 20 (Karte)                                                                   | Montagehalle III               | Fabrik, Montagehalle III des ehemaligen Krupp-Gruson-Werks, wird zumindest seit 2015 nicht mehr als Denkmal geführt | 094 17982          | Baudenkmal                   | BW                             |
| Schäfferstraße 24, 24a (Karte)                                                            | Wohnhaus                       | Wohnhaus, wird zumindest seit 2009 nicht mehr als Denkmal geführt | 094 18273          |                              | BW                             |

## Legende
In den Spalten befinden sich folgende Informationen:
- Lage: Nennt den Straßennamen und wenn vorhanden die Hausnummer des Kulturdenkmals. Die Grundsortierung der Liste erfolgt nach dieser Adresse. Der Link „Karte“ führt zu verschiedenen Kartendarstellungen und nennt die geographischen Koordinaten.
Link zu einem Kartenansichtstool, um Koordinaten zu setzen. In der Kartenansicht sind Baudenkmale ohne Koordinaten mit einem roten bzw. orangen Marker dargestellt und können in der Karte gesetzt werden. Baudenkmale ohne Bild sind mit einem blauen bzw. roten Marker gekennzeichnet, Baudenkmale mit Bild mit einem grünen bzw. orangen Marker.
- Offizielle Bezeichnung: Nennt den Namen, die Bezeichnung oder zumindest die Art des Kulturdenkmals und verlinkt, soweit vorhanden, auf den Artikel zum Objekt.
- Beschreibung: Nennt bauliche und geschichtliche Einzelheiten des Kulturdenkmals, vorzugsweise die Denkmaleigenschaften.
- Erfassungsnummer: Für jedes Kulturdenkmal wird in Sachsen-Anhalt eine 20stellige Erfassungsnummer vergeben. Die letzten zwölf Ziffern werden für die Untergliederung nach Teilobjekten genutzt und werden nur angegeben, soweit vergeben. In dieser Spalte kann sich folgendes Icon  befinden, dies führt zu Angaben zu diesem Baudenkmal bei Wikidata.
- Ausweisungsart: Die Einordnung des Denkmales nach § 2 Abs. 2 DenkmSchG LSA
- Bild: Ein Bild des Denkmales, und gegebenenfalls einen Link zu weiteren Fotos des Kulturdenkmals im Medienarchiv Wikimedia Commons. Wenn man auf das Kamerasymbol klickt, können Fotos zu Kulturdenkmalen aus dieser Liste hochgeladen werden: